# Armand Schulthess
Armand Schulthess (* 19. Januar 1901 in Neuenburg; † 29. September 1972 in Auressio) war ein Schweizer Objekt- und Textkünstler, der in seinem Lebenswerk einen Wald zu einer «Bibliothek des Wissens» umgestaltete.

## Leben
Schulthess (eigentlich Alfred Fernand Armand Dürig) wuchs als Adoptivkind in Colombier auf. Nach dem Umzug seiner Familie nach Zürich besuchte er die Kantonale Handelsschule, absolvierte eine kaufmännische Lehre und arbeitete anschliessend als Angestellter in verschiedenen Firmen. Von 1923 bis 1934 war er Inhaber eines Damenkonfektionsgeschäfts, das er wegen der Wirtschaftskrise aufgab. Nach Aufenthalten in Holland und Österreich fand er Beschäftigung im Eidgenössischen Volkswirtschaftsdepartement der Bundesverwaltung. 1941 kaufte Schulthess in Auressio ein Rustico, erwarb schrittweise weiteres Land dazu und übersiedelte 1951 nach der Quittierung seines Dienstes in sein Refugium im Onsernonetal, wo er sich fortan seinem Grossprojekt widmete.

## Werk
In über zwanzig Jahren entwickelte Schulthess eine «Bibliothek des Wissens»: Er beschrieb Tausende kleiner Tafeln – zumeist aus Blech gefertigt – mit seinem aus Büchern und Zeitungen gesammelten Wissen diverser Kultur- und Wissenschaftsbereiche. Die Tafeln hängte er in seinem 18.000 Quadratmeter grossen Kastanienwald an Bäumen und Sträuchern auf oder montierte sie an Mauern und Zäunen, manchmal einzeln, manchmal mehrere Tafeln miteinander durch Drahtkonstruktionen verbunden. Die Wissensbereiche begannen entlang eines aufsteigenden Weges mit Themenkreisen wie Geologie, Paläontologie und Atomphysik, umfassten Naturwissenschaften, Geschichte, literatur- und musikgeschichtliche Daten, bis sie in der Nähe seines Hauses bei Geisteswissenschaften wie Psychoanalyse und Esoterik angelangt waren. Im Haus selbst legte er weitere Sammlungen an und schuf eine Bibliothek selbst geschriebener und gebundener Bücher. Sein Gesamtwerk wurde die «Enzyklopädie im Wald» von Auressio oder «jardin cosmogonique» genannt.
Im Herbst 1972 wurde Armand Schulthess tot in seinem Garten aufgefunden. Das einzigartige Gesamtkunstwerk vernichteten Erben im Sommer 1973 weitgehend. Nur etwa 600 Originalarbeiten konnten gerettet werden, die heute in Privatsammlungen aufbewahrt werden. Eine grössere Anzahl von Schulthess’ Werken befindet sich in dem 1981 von Harald Szeemann gegründeten Museum Casa Anatta auf dem Monte Verità bei Ascona.
Der Einsiedler und Sonderling wird heute als bedeutender Schweizer Künstler gesehen, verwandt der Art brut. Schulthess’ Werk wurde posthum auf mehreren Ausstellungen gezeigt: 1972 auf der documenta 5 in der Abteilung Individuelle Mythologien, wo sein Werk durch eine Dokumentation von Ingeborg Lüscher dargestellt wurde, sowie 1975 bei Junggesellenmaschinen, 1979–1980 bei Monte Verità, 1983 bei Der Hang zum Gesamtkunstwerk und 1991 bei Visionäre Schweiz, die alle von dem Ausstellungsmacher Harald Szeemann organisiert wurden. Hans-Ulrich Schlumpf stellte 1974 den Film J’ai le téléphone über Werk und Leben von Armand Schulthess fertig. Max Frisch liess sich von Schulthess und der «Enzyklopädie im Wald» zu seiner Erzählung Der Mensch erscheint im Holozän inspirieren. Judith Schalansky erinnert in ihrem 2018 erschienenen Buch Verzeichnis einiger Verluste in einem Kapitel an die «Enzyklopädie im Wald».

## Ausstellungen (Auswahl)
- 1971: Visionäre Schweiz, Kunsthaus Zürich; auch: Städtische Kunsthalle und Kunstverein für die Rheinlande und Westfalen.
- 1972: Der grösste Vogel kann nicht fliegen. Dokumentation von Ingeborg Lüscher über die Enzyklopädie im Walde, Beginn 1969, ausgestellt auf der documenta 5 Kassel.
- 1978: Monte Verità. Antropologia locale come contributo alla riscoperta di una topografia sacrale moderna, Casa Anatta, Ascona; auch Kunsthaus Zürich.
- 2005: Dubuffet & Art Brut. Im Rausch der Kunst, Museum Kunstpalast, Düsseldorf; auch: Collection de l'Art Brut, Lausanne; Musée d’art moderne Lille Métropole, Villeneuve d’Ascq.